# Slaget i Efraimskogen

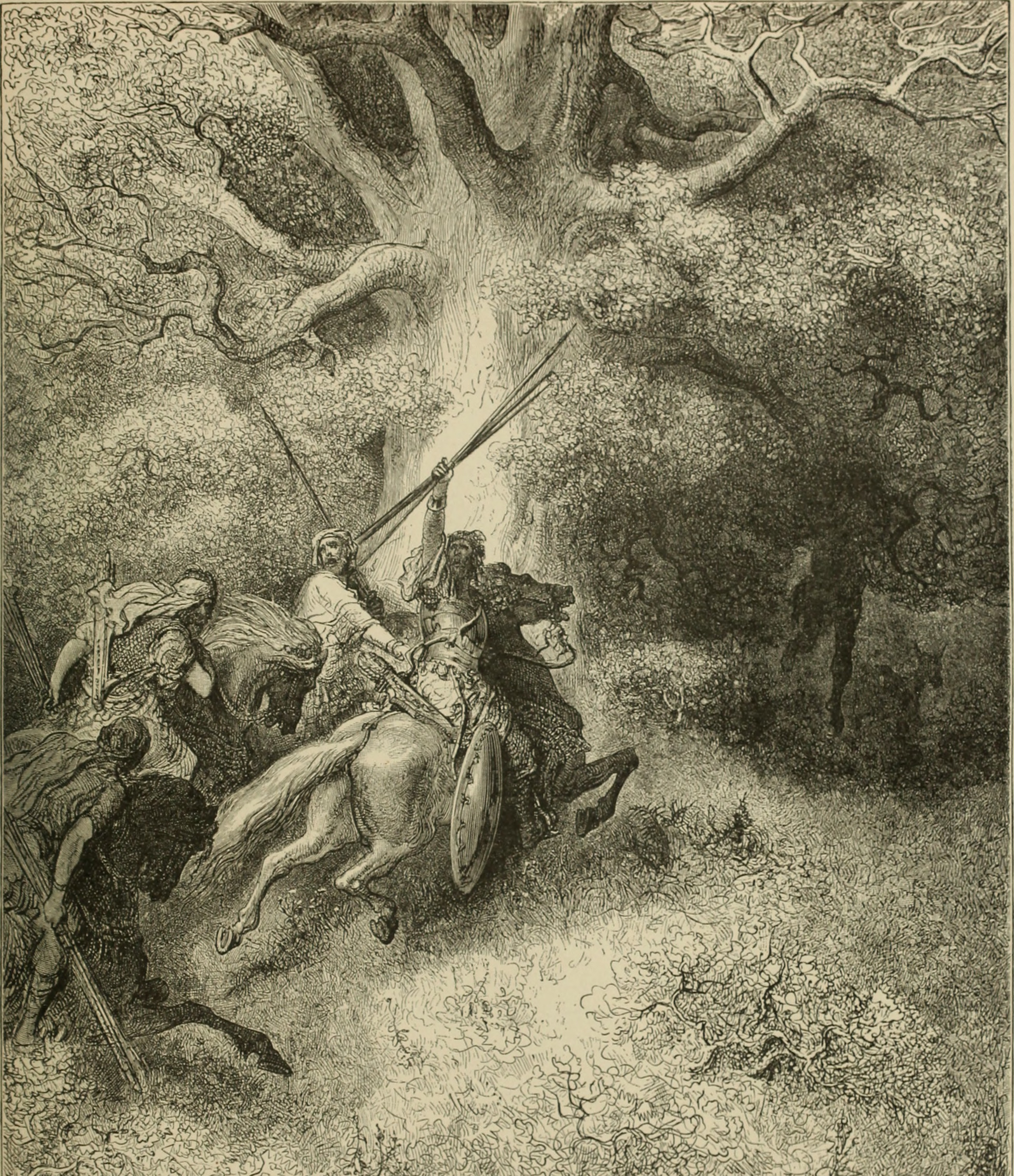
Joab (den främre ryttaren) på väg att avrätta prins Absalom som hänger i trädet.

Slaget i Efraimskogen är ett slag mellan upprorsmän under prins Absalom och kung David styrkor under en kortlivad revolt mot hans styre. Slaget omnämns i andra Samuelsboken och det råder debatt om huruvida det baserats på en historisk händelse eller inte, vissa bibelforskare menar att texten till stor del är baserad på en riktig händelse medan andra menar att slaget är helt påhittat.

## Bakgrund
Absalom var den tredje sonen till kung David av Israel och hade skickats på exil till Geshur då han mördat sin halvbror Amnon. Absalom benådades till slut och fick återvända hem med vissa restriktioner. Senare började han utföra en kampanj för att återfå sin fars favör och sitt folks förtroende. Kampanjen lyckades och när Absalom bad sin far om tillåtelse att resa från Jerusalem till Hebron för att be fick han tillåtelse till detta. Absalom reste från Jerusalem med 200 män som inte visste om vad han egentligen planerat. Väl i Hebron började Absalom skicka meddelanden till de israeliska stammarnas ledare och prinsar och bad dem backa honom som konung. Medan han gjorde detta fortsatte han att offra och dyrka i Hebron för att hålla skenet om att han bara var där av religiösa skäl uppe. Mäktiga män från de olika stammarna började dock anlända, den främste av dem Ahitophel som var Davids egna rådslagare, med sina soldater och Absalom kände sig till slut stark nog för att öppet göra uppror mot sin far. När nyheterna om Absaloms uppror nådde Jerusalem beordrade kung David att staden och rådet skulle evakueras då han fruktade att Absalom snart skulle belägra staden.
Med sitt kungliga garde bestående av keretéer och peletéer, 600 Gatitiska legoknektar under Gettiten Ittai och den kungliga familjen begav han sig sedan mot Kidrondalen. Innan de passerade Jordanfloden lämnade David dock efter sig flera spejare och dubbelagenter som skulle infiltrera Absaloms hov och hålla koll på upprorsmännens aktivitet. David slog sedan läger i Kidron som kung i exil.

## Slaget
Absalom intog det nu tomma Jerusalem utan motstånd och utsåg där Amasa som var medlem i Absalom's kusin Joabs stam till sin general. Armén marscherade sedan från Jerusalem in i Gileadområdet. David hade samtidigt rest till Mahanaim med sin lilla armé och väl där visade det sig att hans namn fortfarande bar vikt i Israel. Tusentals soldater från de israeliska stammarna samlades kring honom redo att strida mot tronpretendenten Absalom. Vid Mahanaim's portar delade David upp sin nu stora armé i tre delar. En ledd av Joab, en ledd av Abisai och en ledd av Ittai. David tillkännagav sedan att han tänkte leda armén själv men soldaterna bad honom att stanna i Mahanaim där hans liv inte var i fara. Till slut gick David med på det och han gav sina tre generaler avsked med orden "Behandla milt, för min skull, den unge mannen Absalom".
De två styrkorna möttes i Efraimskogen och slaget blev blodigt. Absalom's armé var större men de kunde inte manövrera i den täta skogen och den snåriga terrängen gjorde att upprorsmännen tappade kontakt med varandra. Till slut splittrades Absalom's armé och Absalom själv flydde på sin mulåsna. När han flydde fastnade hans hår dock i ett par låga grenar och han blev hängande från dem medan mulåsnan sprang iväg. Där hängde han utan att komma loss tills en soldat från Joabs armé upptäckte honom. Soldaten rapporterade sitt fynd till Joab som beslutade om att avrätta Absalom. Efter Absaloms död marscherade de kungatrogna soldaterna tillbaka till Mahanaim och David blev åter kung av Israel även om han sörjde sin son djupt.